# 横山宗一
横山 宗一（よこやま そういち、1914年11月30日 - 1985年6月18日）は、日本の実業家。東京銀行頭取・会長を務めた。

## 人物
1938年 旧制東京商科大学（現・一橋大学）卒業。同期に三洋証券社長の土屋陽三郎、新日本証券社長の鷹尾寛、三井不動産社長の坪井東、鹿島建設副会長の原明太郎、マツダ会長の岩沢正二、丸井今井社長の今井道雄、日東製網社長の小林政夫、一橋大学学長の小泉明らがおり、同窓会を結成している。
1968年に大蔵省を退官した柏木雄介を副頭取として招いた。
東京銀行頭取として、日系企業の海外進出の支援や国外でのシンジケート・ローン等に力を入れ、1976年にはシンマーマン・アルゼンチン中央銀行副総裁との間で、アルゼンチンに対する7500万ドルのシンジケート・ローンの契約を締結。
1977年に頭取を退任し、会長に就いた。後任頭取は柏木雄介。1982年に相談役となった。
経団連国際金融委員長等も務めた。
1985年4月29日勲二等旭日重光章受章。同年6月に文京区の東京日立病院で死去。享年70。同日付で正四位。

## 略歴
- 1938年 旧制東京商科大学（現・一橋大学）卒業
- 1973年 東京銀行 頭取
- 1977年 東京銀行 会長
- 1982年 東京銀行 相談役
- 1985年 死去、正四位勲二等旭日重光章

## 論文等
- 「アデラ投資会社について」国際金融. (通号 368) [1966.07]
- 「きわめて流動的な国際金融情勢--ポンド切り下げの3ヵ月あと (国際通貨不安をめぐって(特集))」日本経済研究センター会報. (通号 75) [1968.03.01]
- 「アデラの業績と日本企業の協力」上智大学イベロ・アメリカンインスティテュート編『ラテン・アメリカと日本』上智大学イベロアメリカ研究所) [1968]
- 「アジア資本市場トウキョウ」国際金融. (通号 423) [1969.03.15]
- 「スローダウンのきざし見せる米国経済--70年後半から回復か(景気教室・11月26日)」日本経済研究センター会報. (通号 119) [1970.01.01]
- 「為替政策の方向」国際金融. (通号 450) [1970.06.15]
- 「円安批判にこたえる--最近の国際収支問題をめぐって」ファイナンス. 12(6) [1976.09]
- 「東銀30周年に寄せて (〔東京銀行〕開業30周年記念号<特集>-上-) 」東京銀行月報. 29(2) [1977.02]
- 「発展途上国の累積債務問題について--国際金融会議に出席して」経団連月報. 25(7) [1977.07]
- 「最近における為替相場の動向とわが国の対応」経団連月報. 25(12) [1977.12]
- 「オイル・マネーと国際通貨・金融問題--通貨の多様化とドルの行方」経団連月報. 28(4) [1980.04]
- 「国際金融をめぐる最近の状況」経団連月報. 30(7) [1982.07]